# Michel Teulet
Pour les articles homonymes, voir Teulet.
Michel Teulet,  né le 22 juillet 1941 à Gagny (ancienne Seine-et-Oise, actuelle Seine-Saint-Denis) et mort le 24 juillet 2019 à Paris, est une personnalité politique française, membre de LR, maire de Gagny de 1995 à son décès et président puis vice-président de l'établissement public territorial Grand Paris - Grand Est.
Il est également conseiller général du canton de Gagny de mars 1985 à décembre 2015.

## Biographie
Michel Teulet est le fils de Léonard Teulet et de Madeleine Pirot. Il passe une partie de son enfance à Gagny et obtient son baccalauréat au lycée Clemenceau de Villemomble puis intègre la faculté de droit de Paris et Sciences Po Paris ». Il en ressort avec une maîtrise en droit et en sciences politiques. Il se marie en août 1962. Après ses études, Michel Teulet se rapproche des partis gaullistes comme l'UNR.
Entre 1970 et 1981, il est chargé de mission au secrétariat général du Gouvernement, devient chef du bureau du cabinet du Premier ministre en 1979 avant de retrouver son précédent poste. À la suite de la défaite de la droite lors de la présidentielle de 1981, il rejoint Jacques Chirac à la Mairie de Paris en 1982 en tant que chargé de mission au cabinet du Maire. Par la suite, lors de la première cohabitation qui voit Jacques Chirac devenir Premier ministre de François Mitterrand, Michel Teulet devient chef adjoint du cabinet du Premier ministre de 1986 à 1988. Michel Teulet est également secrétaire national du Rassemblement pour la République (RPR) de 1992 à 1995. Il garde un lien fort avec la mairie de Paris puisqu'il en est membre de l'Inspection générale de 1988 jusqu'à la défaite de Jean Tiberi devant Bertrand Delanoë lors des élections municipales de 2001 à Paris.

### Mandats électifs
En 1971, devenu militant politique gaulliste, Michel Teulet rentre au conseil municipal de Gagny sous le dernier mandat du député-maire Raymond Valenet, puis est élu en 1983 premier maire-adjoint du maire RPR Jean Valenet, fils de Raymond Valenet, fonction qu'il assure jusqu'en 1994. 
Il devient conseiller général du canton de Gagny en 1985, mandat qu'il exerce jusqu'en 2015. 
Il démissionne de son poste de premier adjoint en 1994 et lors des élections municipales de 1995, il fera liste séparée pour se présenter contre le maire sortant. Il met ainsi un terme à plus de 25 ans de collaboration avec la famille Valenet en devenant maire de Gagny en 1995, réélu en 2001 avec 53,4 % des suffrages, puis en mars 2008 avec 41,6 % au terme d’une triangulaire, au second tour, face à Jim Dhoedt qui obtient 37,4 % des suffrages,. Pour les élections municipales de 2014, à l'âge de 72 ans, Michel Teulet est réélu, dès le premier tour, avec 61,9 % des suffrages exprimés.
Michel Teulet est réélu conseiller général du canton de Gagny en 2004 puis en 2011.
Le 18 novembre 2010, il devient président de l'Association des Maires d'Île-de-France après le décès du maire de Rosny-sous-Bois Claude Pernès. Il assure cette fonction jusqu'en 2015.
En décembre 2015, il ne se représente pas aux élections départementales de décembre 2015, mais en janvier 2016 il prend la présidence du nouvel établissement public territorial Grand Paris - Grand Est qui regroupe quatorze communes de l'Est de la Seine-Saint-Denis, mandat dont il démissionne au printemps 2019. Le conseil de territoire du 14 mai 2019 élit son successeur, Claude Capillon, dont il devient alors  premier vice-président.
Il parraine la candidature de François Fillon pour l'élection présidentielle de 2017.

### Mort
Michel Teulet est mort le 24 juillet 2019 à Paris d'une leucémie foudroyante (cancer).

## Distinctions honorifiques
Michel Teulet est titulaire des distinctions honorifiques suivantes:                                            
| - Chevalier de la Légion d'honneur - Chevalier de l'ordre national du Mérite - Commandeur de l'ordre des Palmes académiques | - Chevalier de l'ordre du Mérite agricole - Chevalier de l'ordre des Arts et des Lettres - Médaille de la jeunesse, des sports et de l'engagement associatif, or |